# Корецкий, Борис Николаевич
Борис Николаевич Корецкий (род. 1 января 1961, Яма, Сталинская область) — советский фехтовальщик на рапирах, олимпийский чемпион (1988), заслуженный мастер спорта СССР (1988).
Окончил Азербайджанский ИФК (1986).

## Биография
- Олимпийский чемпион в командных соревнованиях на рапирах 1988 года.
- Чемпион мира 1989 года в командной рапире, бронзовый призёр 1990 года в команде.
- Чемпион СССР 1989 года, обладатель кубка СССР 1985 года.

В настоящее время работает старшим тренером по рапире национальной сборной Республики Беларусь.